# Балабеит
Балабеит (каз. Балабейіт) — село в Кзылкогинском районе Атырауской области Казахстана. Входит в состав Уильского аульного округа. Код КАТО — 234849300.

## Население
В 1999 году население села составляло 287 человек (155 мужчин и 132 женщины). По данным переписи 2009 года, в селе проживали 153 человека (81 мужчина и 72 женщины).